# Entraigas (Ardecha)
Entraigas (en francès Antraigues-sur-Volane) és un municipi de la regió d'Alvèrnia-Roine-Alps i el departament de l'Ardecha.